# Spider-Man 2 (jeu vidéo, 1992)
Pour les articles homonymes, voir Spider-Man 2 (homonymie).
Spider-Man 2, ou The Amazing Spider-Man 2, est un jeu vidéo de type action-plates-formes développé par Bits Studios et édité par LJN en 1992 sur Game Boy. Le jeu fait suite à The Amazing Spider-Man.
Comme son titre l'indique, il est proposé au joueur de vivre une aventure de l'homme araignée connu sous le nom de Spider-Man.

## Synopsis
Spider-Man est accusé d'avoir commis un vol et le héros part en mission pour restaurer sa réputation.

## Accueil
- Video Games : 55 %[1]